# محاولة اغتيال يلدز
محاولة اغتيال يلدز هي محاولة لاغتيال السلطان عبد الحميد الثاني من قِبَل  الاتحاد الثوري الأرمني في جامع يلدز وقعت في 21 يوليو 1905 في العاصمة العثمانية الإسطنبول. وصفت  التايمز الحادثة بأنها «واحدة من أعظم المؤامرات السياسية المثيرة في العصر الحديث.»